# کامرون براناگن
کامرون براناگن (انگلیسی: Cameron Brannagan؛ زادهٔ ۹ مهٔ ۱۹۹۶) یک بازیکن فوتبال اهل بریتانیا است که در پست هافبک هجومی برای لیورپول در لیگ برتر فوتبال انگلستان بازی می‌کند.